# Viorica Susanu
Viorica Susanu (Galați, 29 oktober 1975) is een Roemeens voormalig roeister. Susanu maakte haar debuut met een tiende plaats in de dubbel-vier tijdens de wereldkampioenschappen roeien 1994. Bij Susanu haar olympische debuut in 1996 behaalde ze de tiende plaats in de dubbel-vier. In de periode van 1997 tot en met 1999 werd Susanu driemaal op rij wereldkampioen met de Roemeense acht. Tijdens de Olympische Zomerspelen 2000 werd Susanu kampioen in de acht. Samen met Georgeta Damian werd Susanu in 2001 en 2002 wereldkampioen in de twee-zonder-stuurvrouw. Susanu prolongeerde tijdens de Olympische Zomerspelen 2004 haar titel in de acht en won tevens samen met Damian de titel in de twee-zonder-stuurvrouw. Vier jaar later prolongeerde Susanu haar olympische titel in de twee-zonder-stuurvrouw en won ze de bronzen medaille in de acht. Tijdens de Olympische Zomerspelen 2012 sloot Susanu haar carrière af met een vijfde plaats in de twee-zonder-stuurvrouw.

## Resultaten
- Wereldkampioenschappen roeien 1994 Indianapolis 10e in de dubbel-vier
- Wereldkampioenschappen roeien 1995 Tampere 12e in de dubbel-vier
- Olympische Zomerspelen 1996 in Atlanta 10e in de dubbel-vier
- Wereldkampioenschappen roeien 1997 in Aiguebelette-le-Lac  in de dubbel-twee
- Wereldkampioenschappen roeien 1997 in Aiguebelette-le-Lac  in de acht
- Wereldkampioenschappen roeien 1998 in Keulen 5e in de vier-zonder
- Wereldkampioenschappen roeien 1998 in Keulen  in de acht
- Wereldkampioenschappen roeien 1999 in St. Catharines 6e in de twee-zonder
- Wereldkampioenschappen roeien 1999 in St. Catharines  in de acht
- Olympische Zomerspelen 2000 in Sydney  in de acht
- Wereldkampioenschappen roeien 2001 in Luzern  in de twee-zonder
- Wereldkampioenschappen roeien 2001 in Luzern  in de acht
- Wereldkampioenschappen roeien 2002 in Sevilla  in de twee-zonder
- Wereldkampioenschappen roeien 2002 in Sevilla 4e in de acht
- Wereldkampioenschappen roeien 2003 in Milaan  in de twee-zonder
- Wereldkampioenschappen roeien 2003 in Milaan  in de acht
- Olympische Zomerspelen 2004 in Athene  in de twee-zonder
- Olympische Zomerspelen 2004 in Athene  in de acht
- Wereldkampioenschappen roeien 2007 in München  in de twee-zonder
- Wereldkampioenschappen roeien 2007 in München  in de acht
- Olympische Zomerspelen 2008 in Peking  in de twee-zonder
- Olympische Zomerspelen 2008 in Peking  in de acht
- Olympische Zomerspelen 2012 in Londen 5e in de twee-zonder

1976: Sijka Kelbetsjeva & Stojanka Groejtsjeva ·
1980: Ute Steindorf & Cornelia Klier ·
1984: Rodica Arba & Elena Horvat ·
1988: Rodica Arba & Olga Homeghi ·
1992: Marnie McBean & Kathleen Heddle ·
1996: Megan Still & Kate Slatter ·
2000: Georgeta Damian & Doina Ignat ·
2004: Georgeta Damian & Viorica Susanu ·
2008: Georgeta Andrunache-Damian & Viorica Susanu ·
2012: Helen Glover & Heather Stanning ·
2016: Helen Glover & Heather Stanning ·
2020: Grace Prendergast & Kerri Gowler ·
2024: Ymkje Clevering & Veronique Meester
1976: Goretzki & Knetsch & Richter & Ahrenholz & Kallies & Ebert & Lehmann & Müller & Wilke ·
1980: Boesler & Neisser & Köpke & Schütz & Kühn & Richter & Sandig & Metze & Wilke ·
1984: O'Steen & Metcalf & Bower & Graves & Flanagan & Norelius & Thorsness & Keeler & Beard ·
1988: Strauch & Zeidler & Haacker & Wild & Kluge & Schröer & Balthasar & Stange & Neunast ·
1992: Barnes & Taylor & Delehanty & Crawford & McBean & Worthington & Monroe & Heddle & Thompson ·
1996: Tănase & Cochelea & Gafencu & Spîrcu & Olteanu & Lipă & Popescu & Ignat & Georgescu ·
2000: Damian & Susanu & Olteanu & Cochelea & Dumitrache & Lipă & Gafencu & Ignat & Georgescu ·
2004: Florea & Susanu & Bărăscu & Papuc & Gafencu & Lipă & Damian & Ignat & Georgescu ·
2008: Cafaro & Cummins & Davies & Francia & Goodale & Lind & Logan & Shoop & Whipple ·
2012: Cafaro & Francia & Lofgren & Ritzel, Musnicki & Logan & Lind, Davies & Whipple ·
2016: Elmore & Gobbo & Logan & Musnicki, Polk & Regan & Schmetterling & Simmonds & Snyder ·
2020: Roman & Gruchalla-Wesierski & Roper & Proske & Grainger & Mailey & Payne & Wasteneys & Kit ·
2024: Rusu & Anghel & Bodnar & Lehaci & Adam & Bereș & Vrînceanu & Radiș & Petreanu